# سیلوستر بدنارک
سیلوستر بدنارک (انگلیسی: Sylwester Bednarek؛ زادهٔ ۲۸ آوریل ۱۹۸۹) ورزشکار دو و میدانی اهل لهستان است.